# گیاه‌پارچ ویچی
گیاه‌پارچ ویچی (نام علمی: Nepenthes veitchii)، یک گونه از سرده گیاه‌پارچ‌ها است. نام گیاه از جیمز ویچ (James Veitch))، نهال‌یار نهالستان ویچ (Veitch Nurseries) گرفته شده است. این گیاه در شمال غربی بورنئو گسترده است و همچنین در بخش‌هایی از کالیمانتان یافت می‌شود. گیاه‌پارچ ویچی معمولاً به‌عنوان هوازی رشد می‌کند، اگرچه به نظر می‌رسد شکل باریو (Bario) کاملاً زمینی است و در بالا رفتن از درختان مشاهده نشده است. فردریک ویلیام باربیج (Frederick William Burbidge) عادت رشد گیاه‌پارچ ویچی را در (The Gardeners' Chronicle) به شرح زیر توصیف کرد:
اکنون در مورد گیاه‌پارچ ویچی این یک هوازی واقعی است. من هرگز آن را روی زمین در هیچ‌کجا ندیدم، اما به مقدار زیاد در ارتفاع ۲۰ تا ۱۰۰ فوت روی تنه درختان. عادت متمایز آن منحصربه‌فرد است، من دوستش دارم، و سپس برخی از برگ‌ها در واقع به دور درخت می‌چسبند، درست همان‌طور که مردی در شرایط مشابه دست‌هایش را دور درخت می‌چرخاند. تا جایی که من می‌دانم هیچ گونه دیگری از گیاه‌پارچ این عادت را ندارد.
اودور بکاری (Odoardo Beccari) گیاه‌پارچ ویچی را در بالای کوه سانتوبونگ (Santubong) در سال ۱۸۶۵ یافت. او گزارش زیر را از کشف خود نوشت:
این یکی از بهترین و کمیاب‌ترین گیاه‌پارچ است. … طول برخی از نمونه‌هایی که من بدست آوردم ده اینچ بود. دهان پارچ در این گونه به دلیل رنگ پررنگ نارنجی و موقعیت عمودی آن قطعاً بارزترین و قابل توجه‌ترین قسمت آن است. همچنین یک تله عالی برای جذب حشرات به داخل خود است و آنها را از فاصله دور با رنگ‌های روشن خود جذب می‌کند. سر جوزف هوکر دهان پارچ‌های گیاه‌پارچ ویچی را با آبشش‌های ماهی مقایسه می‌کند که در واقع، با لاملاهای باریک آنها که به مرکز همگرا شده‌اند، شباهت زیادی به آن دارند.
تصور می‌شود که گیاه‌پارچ ویچیبا گیاه‌پارچ روبکانتلی از فیلیپین ارتباط نزدیک دارد. همچنین با گیاه‌پارچ مهرشده مقایسه شده است.

## جوره‌های گونه
گونه‌های زیرگونه زیر گونه گیاه‌پارچ ویچی شرح داده شده‌اند. هر دو Nomen nudum هستند و امروزه معتبر نیستند.
گیاه‌پارچ ویچی شکل باریونسیس (۱۹۹۹) nom.nud.
گیاه‌پارچ ویچی جوره استریاتا (۱۸۹۲) nom.nud.

## دورگه‌های طبیعی
گیاه‌پارچ یقه‌سفید × گیاه‌پارچ ویچی
گیاه‌پارچ چانیانا × گیاه‌پارچ ویچی
گیاه‌پارچ فیضل × گیاه‌پارچ ویچی
گیاه‌پارچ تیره × گیاه‌پارچ ویچی
گیاه‌پارچ هورلیانا × گیاه‌پارچ ویچی
گیاه‌پارچ لوئیای × گیاه‌پارچ ویچی
گیاه‌پارچ باریک‌برگ × گیاه‌پارچ ویچی